# Prionosuchus
Prionosuchus plummeri
Genre
Espèce
Prionosuchus est un genre éteint d'amphibiens temnospondyles ayant vécu durant le Permien inférieur, il y a entre 299 et 272 millions d'années, dans ce qui est actuellement le Brésil. Une seule espèce est connue, Prionosuchus plummeri, décrite pour la première fois en 1948 le paléontologue Llewellyn Ivor Price à partir de restes fragmentaires découverts dans la formation de Pedra do Fogo.
Des restes fossiles supplémentaires, provenant toujours de la même formation, indiquent que l'animal devrait approcher la taille d'un Crocodile marin, ce qui fait de ce genre l'un des plus grands amphibiens découverts à ce jour.

## Description

Taille estimé du spécimen holotype (en vert) et du plus grand spécimen connu (en gris) par rapport à un humain.

Les restes fragmentaires de Prionosuchus plummeri ont été trouvés dans la formation de la Pedra do Fogo, situé dans le bassin de Parnaíba (en) au Nord-Est du Brésil avant d'être décrits par le paléontologue brésilien Llewellyn Ivor Price en 1948. Le crâne incomplet du spécimen holotype a été estimé à 50 centimètres de long. Plusieurs spécimens plus fragmentaires ont été trouvés. Un spécimen très fragmentaire mais très grand, catalogué BMNH R12005, semble provenir d'un individu de près de trois fois la taille de la plupart des autres spécimens, et peut avoir eu un crâne mesurant jusqu'à 1,6 mètre de long. Sur la base d'espèces apparentées et de comparaisons avec des gavials vivants, la longueur totale du corps de ce spécimen a donc été estimée à plus de 5,5 mètres, faisant de Prionosuchus l'un des plus grands amphibiens jamais découverts.
Avec un museau allongé et effilé, de nombreuses dents pointues, un long corps, des pattes courtes et une queue adaptées pour la natation, son aspect général est très semblable à celui d'un crocodile moderne, en particulier le gavial, et il avait probablement un mode de vie similaire à celle d'un prédateur en embuscade qui se nourrissait de poissons aquatiques et autres animaux aquatiques. Une étude sur l'étroitement apparenté Archegosaurus  montre qu'il avait un bilan thermique, des échanges gazeux, une osmorégulation et une digestion plus similaires à ceux des poissons que les amphibiens aquatiques modernes la même chose s'appliquant probablement aussi à Prionosuchus.

## Classification
Il a été classé comme archégosaure par Carroll. Le genre est monotypique, P. plummeri est la seule espèce décrite. Les archégosaures étaient un groupe de temnospondyles qui ont occupé la niche écologique des crocodiles et alligators au cours du Permien, et dont le genre européen Archegosaurus est typique. Le groupe s'est éteint à la fin du Permien et le créneau a été comblé par des reptiles tels les phytosaures pendant le Trias.
Cox et Hutchinson réévaluent Prionosuchus en 1991 et le mettent en commun avec Platyoposaurus de Russie. Sur la base de cette étude, la formation géologique de la Pedra do Fogo est redatée de la fin du Permien moyen. Toutefois Platyoposaurus a été comparativement plus petit atteignant une longueur totale de seulement 2,5 mètres], ce qui indique que les deux animaux sont distincts au moins au niveau de l'espèce. Des études alternatives basées sur les plantes et les pollens indiquent que cette formation est plutôt du début du Permien, ne rendant pas contemporains Prionosuchus à Platyoposaurus. La plupart des paléontologues considèrent Prionosuchus comme un genre valide.

## Paléoécologie
Prionosuchus vécut dans un environnement humide et tropical, comme l'indique la forêt pétrifiée de la formation de la Pedra do Fogo dans laquelle le fossile a été trouvé. Les strates composées de siltstones, schistes et calcaires ont été déposées dans une lagune fluviale. D'autres animaux découverts dans les mêmes sédiments sont des poissons (requins primitifs, palaéoniscides, et dipneustes) et des amphibiens.